# جوئل کیکی نگاکو
جوئل کیکی نگاکو (انگلیسی: Joël Kiki N'Gako؛ زادهٔ ۲۱ اکتبر ۱۹۸۵) بازیکن فوتبال اهل فرانسه است.
از باشگاه‌هایی که در آن بازی کرده‌است می‌توان به باشگاه فوتبال تولوز اشاره کرد.